# Selección femenina de rugby 7 de China

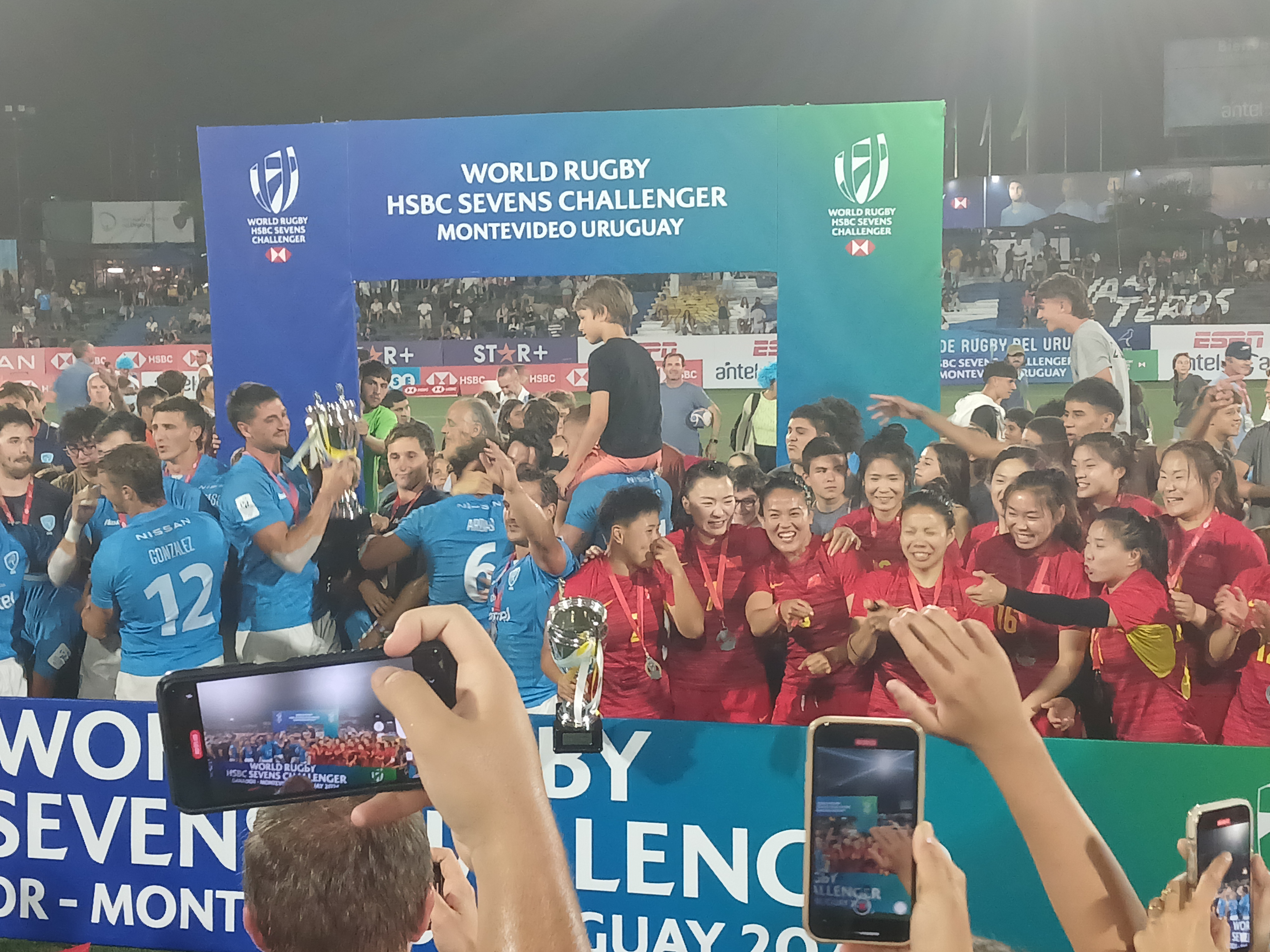
Celebraciones en el Sevens Challenger de Montevideo

La selección femenina de rugby 7 de China es el equipo femenino en la modalidad de rugby 7 regulado por la Chinese Rugby Football Association.

## Palmarés
- Asian Sevens Series: 2006, 2009, 2010, 2011, 2014, 2022, 2024

- Juegos Asiáticos: 2014, 2022

- Women's Asia-Pacific Championship: 2013

- Torneo Preolímpico Mundial: 2024

- Torneo Preolímpico Asiático: 2019

- Seven Femenino de Hong Kong: 2018

- Challenger Series: 2024
  - Seven de Dubái: 2024
  - Seven de Montevideo: 2024
  - Seven de Cracovia: 2024

## Participación en copas
| - Dubái 2009: 9º puesto - Moscú 2013: 11º puesto - San Francisco 2018: 12º puesto - Ciudad del Cabo 2022: 13º puesto - Río 2016: no clasificó - Tokio 2020: 7º puesto - París 2024: 6º puesto - Guangzhou 2010: 2° puesto - Incheon 2014: 1° puesto - Yakarta 2018: 2° puesto | - Serie Mundial 12-13: 13º puesto (7 pts) - Serie Mundial 13-14: 14º puesto (6 pts) - Serie Mundial 14-15: 11º puesto (13 pts) - Serie Mundial 15-16: no clasificó - Serie Mundial 16-17: no clasificó - Serie Mundial 17-18: 12º puesto (6 pts) - Serie Mundial 18-19: 11º puesto (21 pts) - Serie Mundial 19-20: 13º puesto (4 pts) - Serie Mundial 22-23: 12.º puesto (2 pts) - SVNS 24-25: 10º puesto - Challenger Series 2022: 3° puesto - Challenger Series 2023: 3° puesto - Challenger Series 2024: Campeón |